# Prospect (Band)
Prospect ist eine slowenische Progressive-Metal-Band aus Ljubljana, die im Jahr 1999 gegründet wurde.

## Geschichte
Die Band wurde im Jahr 1999 gegründet. Noch im selben Jahr nahm die Gruppe ihr Debütalbum #1 auf, das auch im selben Jahr veröffentlicht. Danach folgten über 50 Auftritte, um das Album zu bewerben. im Jahr 2002 hielt die Band mehrere Konzerte zusammen mit Paul Dianno. Das nächste Album Moments wurde im Jahr 2003 veröffentlicht. Im Jahr 2004 trat die Band auf dem Metalcamp auf, auf dem auch andere Bands wie Danzig zu hören waren. 2004 ging die Band auch auf Tour durch Europa. Die Tour umfasste 16 Auftritte, auf denen auch Exodus, Agent Steel, Mortitian und Nuclear Assault zu hören waren. Im Jahr 2005 folgten Auftritte, unter anderem auch mit Slayer. Außerdem hielt die Band eine Tour durch Österreich mit Queensrÿche und eine weitere durch Deutschland mit Helloween. Danach nahm die Band das Album Chronicles of Men auf, das im Jahr 2008 veröffentlicht wurde. Außerdem wurde auch ein Musikvideo für das Lied My Numbers aufgenommen. Im Jahr 2009 trat die Band auf dem ProgPower Europe auf.

## Stil
Die Band spielt Progressive Metal, der mit Bands wie Queensrÿche, Vanden Plas, Poverty’s No Crime und Everon verglichen, wobei die Lieder jedoch weniger komplex, jedoch dadurch weitaus eingängiger sind.

## Diskografie
- 1999: #1 (Album, Eigenveröffentlichung)
- 2003: Moments (Album, Eigenveröffentlichung)
- 2008: Chronicles of Men (Album, Master of Metal)